# William Carruthers
Pour les articles homonymes, voir Carruthers.
William C Carruthers (29 mai 1830 - 2 juin 1922) est un botaniste et paléobotaniste écossais.
Carruthers est le conservateur du département botanique du Musée d'histoire naturelle de Londres de 1871 à 1895. Il est botaniste consultant à la Royal Agricultural Society (1871–1909).

## Biographie
Il est né à Moffat, Dumfriesshire, le fils du marchand Samuel Carruthers. Formé à la Moffat Academy, il est diplômé de l'Université d'Édimbourg . En tant qu'étudiant, il subvient à ses besoins en travaillant comme tuteur. En 1854, il commence à étudier pour le ministère presbytérien du New College d'Édimbourg, mais décide ensuite de se spécialiser en sciences naturelles . Il devient maître de conférences en botanique au New Veterinary College d'Édimbourg et est secrétaire adjoint de la Royal Society of Edinburgh. Il devient assistant au département de botanique du British Museum en 1859, devient Keeper of Botany en 1871 et prend sa retraite en 1895 . Il supervise le transfert des collections de botanique du British Museum de Bloomsbury à South Kensington et réussit à les faire déménager à Kew .
Il épouse en 1865 Jeanie, fille de William Moffat, architecte, d'Édimbourg. Ils ont trois enfants.
Carruthers publie des travaux scientifiques sur les chênes, les diatomées, les mousses, les fougères fossiles, les cycadales fossiles, les calamites et les lépidodendrons. Il est un expert des graptolites et, en 1867, il rédige un article à leur sujet dans la quatrième édition de Siluria de Roderick Murchison.
Il est élu membre de la Royal Society en 1871. Il est président de l'Association des géologues de 1875 à 1877, président de la Linnean Society de 1886 à 1890 et membre de la Botanical Society of Edinburgh. Il obtient un doctorat de l'Université d'Uppsala en 1907.

### Opinions religieuses
William Carruthers est activement impliqué dans l'Église presbytérienne tout au long de sa vie . Il fait partie de son comité des publications (1880-1920) et édite le Messenger for Children (1876-1921). Il s'intéresse vivement à l'histoire du puritanisme.

### Vues sur l'évolution
Carruthers est sceptique quant à la théorie de l'évolution de Charles Darwin . Dans son discours présidentiel de 1876  à l'Association des géologues, il soutient que "les faits de la botanique paléontologique s'opposent à l'évolution". Il fait valoir que les formes intermédiaires sont absentes des archives fossiles végétales et que les archives fossiles végétales se caractérisent par des apparitions "soudaines et simultanées" d'une grande diversité de plantes à fleurs. Cette conférence est largement diffusée et a peut-être contribué à ce que Darwin qualifie l'origine des plantes supérieures de "mystère abominable" en 1879 . Bien que nous ayons fait beaucoup de progrès dans notre compréhension de l'évolution et des archives fossiles, il n'existe aucune preuve fossile continue montrant comment les fleurs ont évolué, et les botanistes considèrent toujours cela comme un mystère. En 1886, en tant que président de la section biologique de l'Association britannique, il prononce un discours qui plaide pour le manque d'évolution des plantes sur la base de comparaisons de plantes modernes avec celles des tombes égyptiennes .